# Федеративное государство Австрия
Федеративное государство Австрия (нем. Bundesstaat Österreich, неофициально получившее название Ständestaat, «корпоративное государство» или «сословное государство») — австрийское государство в период господства австрофашистской идеологии. Учреждено в 1934 году с упразднением Первой республики, произошедшим в результате государственного переворота («самопереворота»). Концепция Ständestaat, происходящая от немецкого понятия Stände («поместье» или «корпорация»), отстаивалась ведущими политическими деятелями австрофашистского режима — Вильгельмом Микласом, Энгельбертом Дольфусом и Куртом Шушнигом. Идеология режима представляла собой смесь концепций итальянского фашизма и консервативных католических влияний. Государство просуществовало до аншлюса Австрии Германией в 1938 году.

## История
В 1890-е годы основатели консервативно-клерикальной Христианско-социальной партии (ХС) Карл фон Фогельзанг и мэр Вены Карл Люгер под впечатлением от обнищания пролетариата и мелкой буржуазии выработали антилиберальные взгляды, в первую очередь, на экономику. Руководствуясь католической социальной доктриной, ХС агитировал против австрийского рабочего движения во главе с СДПА и КПА.

## Предпосылки к перевороту

### Борьба правых за власть
После распада Австро-Венгерской империи в 1918 году и установления парламентской республики (первоначально, Германская Австрия) политическая жизнь Первой республики превратилась в противоборство между двумя непримиримыми политическими силами — социал-демократами, опиравшимися на городской пролетариат (прежде всего в Вене), и блоком партий, пользовавшихся поддержкой католической церкви, крестьянства и мелкой буржуазии (христиане-социалисты, позже Отечественный фронт). Помимо парламентских партий, эти движения имели боевые организации, состоявшие в основном из нескольких сот тысяч фронтовиков Первой мировой войны:
Социал-демократическая:
- «Республиканский Союз обороны» (нем. Republikanischer Schutzbund, Республиканский шуцбунд).

Националистические:
- «Союз обороны родины» (нем. Heimwehr) — ополчение;
- «Союз фронтовиков» (нем. Frontkämpfervereinigung).

Столкновения между двумя сторонами были привычным делом, начиная с 1921 года, причём до 1927 года обходилось без жертв. Во время демонстрации в мае 1927 года боевиками «Союза фронтовиков» была обстреляна демонстрация Шуцбунда в Шаттендорфе, в ходе чего были убиты ветеран Первой мировой войны и восьмилетний ребёнок. В июле трое обвинённых в убийстве были оправданы судом, что вызвало национальную забастовку и массовые акции протеста в Вене, которые 15 июля перешли в открытые столкновения между протестующими и Шуцбундом с одной стороны и полицией и Хеймвером с другой. Толпа штурмовала и подожгла судебную палату, полиция ответила огнём на поражение — всего было убито 89 человек (85 из них — левые участники демонстраций), более 600 человек было ранено.

### Последствия июльских событий 1927 года
После событий 1927 года возникли новые правые боевые организации:
- в 1927 году «Лига Свободы»[нем.] (нем. Freiheitsbund) для защиты от действий социал-демократов;
- в 1929/30 годах «Бауэрнвер[нем.]» (нем. Bauernwehr) — «Крестьянская милиция», переименованная в 1932 году в «Зелёный фронт» (нем. Grüne Front);
- в 1930 году «Австрийские штурмовики[нем.]» (нем. Ostmärkische Sturmscharen) — движение клерикально-фашистского толка.

Несмотря на это, в целом конец 1920-х годов был достаточно успешным для австрийской экономики, что позволило поднимать оплату труда и строить муниципальное жильё для рабочих и государственных служащих. Великая депрессия, начавшаяся в конце 1929 года, привела к массовой безработице и поставила крест на социальных программах, что вновь обострило борьбу правых и левых. В начале 1930-х годов ХС на основе энциклики Quadragesimo Anno, изданной папой Пием XI в 1931 году, придерживалось идеи преодоления классовой борьбы путём внедрения корпоративной формы правления по образцу фашистской Италии и португальского Estado Novo.
Правые идеологи распространили в обществе мнение о том, что «западная демократия» и парламентская форма государства неприемлемы для Австрии; в мае 1930 года боевая организация правых, Хеймвер, принесла так называемую «Корнойбургскую клятву» о борьбе за полную ликвидацию парламентской демократии и замену её «властью патриотов» в широком союзе с общественностью и церковью. Социал-демократы выиграли местные выборы 1932 года в Вене; проигравшие правые силы опасались поражения на общенациональных парламентских выборах, и взяли курс на силовой захват власти и отмену демократических выборов вообще. Этот курс активно поддержал Бенито Муссолини.

### Установление режима
В связи с тем, что австрийские левые были наиболее явной угрозой для власти, режим Дольфуса немедленно арестовал множество левых активистов. После запрета всех других политических партий, ликвидации парламента и демократии, «Отечественный фронт» занимал монопольное положение в австрийской политике. Деятельность коммунистов была прочно загнана в подполье, но социал-демократы и профсоюзы всё ещё оставались влиятельной силой.
В 1932 году канцлером стал Энгельберт Дольфус. В феврале 1933 года произошёл парламентский кризис в связи с принятием закона о минимальной оплате труда. После того, как парламентские слушания зашли в тупик и три спикера подряд подали в отставку, несмотря на сохранившуюся возможность преодолеть кризис парламентскими методами, 4 марта канцлер Энгельберт Дольфус (Христианско-социальная партия) распустил парламент. Затем последовала череда действий, установивших корпоративную диктатуру группы консерваторов, равно удалённых и от австрийских левых, и от германских националистов. 4 марта 1933 года Долфус осуществил реализацию идеи, отправив в отставку социал-демократа Карла Реннера с поста председателя австрийского Национального совета после нарушений при голосовании. Дольфус назвал это «самороспуском» (нем. Selbstausschaltung) парламента и 15 марта насильственно прервал следующее заседание силами венского полицейского управления. Его товарищ по партии, президент Вильгельм Миклас, не предпринял никаких действий для спасения демократического режима.
Затем Дольфус издал чрезвычайный указ после чего последовали запрет КПА (26 мая 1933 года), военизированной организации СДПА Шуцбунд (30 мая) и австрийского отделения NSDAP (19 июня). 20 мая 1933 года он учредил Отечественный фронт как партию единства «автономного, христианского, немецкого, корпоративного федерального государства Австрии». 12 февраля 1934 года попытки правительства обеспечить соблюдение запрета Шуцбунда спровоцировали восстание левой оппозиции, называемое «австрийской гражданской войной». Восстание было подавлено армией и Хеймвером, после чего были запрещены СДПА, КПА и профсоюзы. Путь к диктатуре был завершён 1 мая 1934 года, когда Конституция Австрии была преобразована в строго авторитарный документ Национальным советом.
Установление режима был во многом обосновано растущей популярностью нацизма, ярым противником которого был Дольфус. Устанавливая австрофашистский режим, Дольфус поставил цель «перегитлерить» (нем. uberhitlern) Гитлера в борьбе за симпатии австрийцев.
Дольфус продолжал править с помощью чрезвычайных мер до своего убийства 25 июля 1934 года во время попытки нацистского переворота. Путч был быстро подавлен, и Дольфуса сменил министр образования Курт Шушниг. Гитлер официально отрицал свою причастность к неудавшемуся перевороту, но продолжал дестабилизировать австрийское государство, тайно поддерживая сочувствующих нацистам, таких как Артур Зейсс-Инкварт и Эдмунд Глайзе-Хольстенау. В свою очередь Австрия при Шушниге искала поддержки у Муссолини. Одной из причин провала нацистского путча была итальянская интервенция: Муссолини собрал на австрийской границе армейский корпус из четырёх дивизий и пригрозил Гитлеру войной в случае германского вторжения в Австрию, как планировалось изначально. Тем временем поддержка нацизма в Австрии уступала только поддержке внутри самой Германии: в некоторых австрийских регионах она достигала чуть ли не 75 %. Режим ОФ не имел популярности среди населения из-за отказа слияния с Германией (что на тот момент было важно для Австрии) и антидемократизма. В отличие от итальянских фашистов, Дольфус не опирался на массовую мобилизацию и фашистское движение среди населения Австрии. Муссолини, защищавший Австрию от Гитлера, желал установления в Австрии полноценной фашистской диктатуры по своему образцу, однако Дольфус и австрофашисты сознательно избегали превращения австрофашизма в «полноценный фашизм», пассивно сопротивляясь давлению Муссолини, давая ему пустые обещания и идя на небольшие уступки.
После Второй итало-эфиопской войны 1935—1936 годов Муссолини, находившийся в международной изоляции, взял курс на сближение с Гитлером. Хотя Шушниг пытался улучшить отношения с Третьим Рейхом, амнистировав нескольких австрийских нацистов и приняв их в состав Отечественного фронта, Австрия теперь была обречена, и вскоре она была аннексирована Третьим Рейхом.

## Идеология и строй
В результате самопереворота в Австрии был установлен тоталитарный ультраправый режим, называемый австрофашизмом. Термин австрофашизм ввёл в оборот генеральный секретарь СДПА Отто Бауэр, после чего он стал использоваться, как правило, левыми историками и политиками Германии и Австрии, в то время как в правых кругах предпочитают нейтральное Ständestaat — «корпоративное государство» или «сословное государство». Одной из теоретических основ режима стала Quadragesimo Anno, провозглашавшая принципы субсидиарности и корпоратизма.
В экономике был взят курс на «сословное примирение» и отрицание классовой борьбы. Независимые профсоюзы были сперва заменены объединениями рабочих и работодателей, а в 1935 году были введены цехи по средневековому образцу. Социальные расходы государства были снижены, внутренний рынок защищался таможенными тарифами, были введены ограничения во внутренней торговле. За время режима ОФ безработица вдвое снизилась (в 1933 году она достигала 26 % — пик безработицы в Австрии).
Свободные выборы народных представителей заменила конкуренция внутри партии и опекавшегося Церковью союза студенческих организаций АКС — Австрийского картельного союза. В обмен на лояльность государство гарантировало студентам помощь с жильём и трудоустройство. От членов АКС требовались присяга национальному сословному государству и отказ от коммунистической и нацистской идеологии. Члены АКС, как функционеры, так и рядовые, были широко представлены в органах власти и правлениях предприятий.
В австрофашистской пропаганде Габсбургская монархия была возвышена как время величия в австрийской истории. Католическая церковь сыграла большую роль в определении нацией австрийской истории и идентичности, что способствовало отчуждению немецкой культуры. В отличие от сравнительно светского режима Гитлера, католической церкви был предоставлен видный голос в самых разных вопросах. В сфере образования государство десекуляризировало школы, требуя религиозного образования для сдачи выпускных экзаменов на аттестат зрелости. Согласно этой идеологии, австрийцы были «лучшими немцами».
Несмотря на номинальную приверженность корпоративизму и избегание либерального капитализма, федеральное государство проводило исключительно капиталистическую денежную политику, в отличие от нацистской Германии и фашистской Италии. Экономист-капиталист Людвиг фон Мизес, сотрудничавший с Дольфусом до переворота, был назначен председателем Австрийской торговой палаты, и под руководством Мизеса и других экономистов федеральное государство проводило энергичную политику жесткой экономии в ответ на Великую депрессию.
Федеральное государство проводило жесткую дефляционную политику, чтобы сбалансировать валюту. Это также резко сократило расходы, и высокие процентные ставки стали нормой. Дефицит бюджета был сокращен с более чем 200 миллионов шиллингов до менее чем 50 миллионов. К 1936 году только 50 % безработных получали пособие по безработице. Эта политика совпала с катастрофическим экономическим спадом. По оценкам Ангуса Мэддисона, безработица достигла пика в 26 % в 1933 г. и не опускалась ниже 20 % до 1937 г. Это можно сравнить с безработицей в Германии, которая достигла пика в 30 % в 1932 г. 1937 г. Кроме того, реальный ВВП рухнул и не возвращался к уровню до 1929 г. до 1937 г.
Тоталитарный режим Дольфуса был относительно мягким: репрессиям подвергались лишь наиболее злостные противники режима, в то время как лидеры СДПА Реннер и Фридрих Адлер продолжали жить в Австрии.

Джон Гюнтер писал в 1940 году, что государство «фантастическим образом нарушало права граждан», отмечая, что в 1934 году полиция провела обыски в 106 000 домов в Вене и произвела 38 141 арест нацистов, социал-демократов, либералов и коммунистов. Однако он добавил: 
Но — и это было важное «но» — террор так и не достиг такой репрессивной силы, как нацистский террор. Большинство арестованных быстро снова вышли из тюрьмы. Даже в самой крайней фазе диктатуру Шушнига было трудно воспринимать всерьез, хотя шуцбундисты, в 1935 году получили беспощадно суровые приговоры. Это было из-за австрийской мягкости, австрийского гения к компромиссу, австрийской любви к туманным юридическим абстракциям и австрийской Schlamperei.

## Ликвидация режима
Согласно меморандуму Хоссбаха, Гитлер в ноябре 1937 года заявил о своих планах австрийской кампании на встрече с командованием вермахта. При посредничестве посла Германии Франца фон Папена Шушниг 12 февраля 1938 года отправился в резиденцию Гитлера Бергхоф в Берхтесгадене только для того, чтобы столкнуться с ультиматумом о повторном приёме нацистской партии и назначении Зейсс-Инкварта и Глезе-Хорстенау министрами австрийского правительства. Шушниг, впечатлённый присутствием начальника ОКВ генерала Вильгельма Кейтеля, сдался, и 16 февраля Зейсс-Инкварт стал главой стратегически важного австрийского министерства внутренних дел.
После того, как 3 марта 1938 года посол Великобритании в Берлине Невил Хендерсон заявил, что претензии Германии на Австрию оправданы, Шушниг предпринял последнюю попытку сохранить австрийскую автономию, назначив общенациональный референдум на 13 марта. В рамках своих усилий по обеспечению победы он освободил лидеров социал-демократов из тюрьмы и заручился их поддержкой в обмен на демонтаж однопартийного государства и легализацию социалистических профсоюзов. Гитлер отреагировал мобилизацией войск вермахта на австрийской границе и потребовал назначения Зейсс-Инкварта австрийским канцлером. 11 марта австрийские нацисты штурмовали Федеральную канцелярию и вынудили Шушнига уйти в отставку. Миклас привёл Зейсс-Инкварта к присяге в качестве своего преемника, и на следующий день войска вермахта пересекли границу, не встретив сопротивления.
Первоначально Гитлер намеревался сохранить Австрию в качестве марионеточного государства во главе с Зейссом-Инквартом. Однако восторженная поддержка Гитлера заставила его изменить свою позицию и поддержать полный аншлюс между Австрией и нацистской Германией. 13 марта Зейсс-Инкварт официально издал декрет об аншлюсе, хотя президент Миклас уклонился от подписания закона, немедленно подав в отставку. Затем Зейсс-Инкварт взял на себя большую часть обязанностей Микласа и подписал закон об аншлюсе. Двумя днями позже в своей речи на венской площади Хельденплац Гитлер провозгласил «присоединение моей родины к Германскому рейху».